# Padiérniga
Padiérniga es una localidad del municipio de Voto (Cantabria, España). En el año 2008 contaba con una población de 64 habitantes (INE). La localidad se encuentra a 140 metros de altitud sobre el nivel del mar, y a 7,3 kilómetros de la capital municipal, Bádames.
- Datos: Q6057143